# Hạ Hầu Bác
Hạ Hầu Bác (?-200?), tự Sùng Hựu, là một tướng lĩnh dưới quyền Lưu Bị thời kỳ đầu.

## Tiểu sử
Năm 200, mưu đồ diệt trừ Tào Tháo của các đại thần nhà Hán như Đổng Thừa, Lưu Bị, Vương Tử Phục,... bị bại lộ. Phe cánh Đổng Thừa bị thế lực thân Tào tru diệt. Lưu Bị phải lui về giết Xa Trụ, đánh chiếm Từ Châu để phòng giữ. Tào Tháo đích thân đem quân đi đánh Lưu Bị. Quân Lưu Bị bị đánh tan, Hạ Hầu Bác bị bắt giết, gia quyến Lưu Bị cùng Quan Vũ bị bắt. Quan Vũ bị buộc phải tạm thời theo Tào Tháo.